# Duetos (álbum de Kumbia Kings)
Duetos es el tercer álbum recopilatorio de A.B. Quintanilla y Los Kumbia Kings. Fue lanzado al mercado el 29 de marzo de 2005 por EMI Latin.

## Lista de canciones
| N.º | Título                                                   | Escritor(es)                                                                                                | Duración |  |
| 1.  | «Baila Esta Kumbia» (con Selena)                         | A.B. Quintanilla III, Pete Astudillo                                                                        | 4:22     |  |
| 2.  | «I Could Fall in Love (Versión Kumbia)» (con Selena)     | Keith Thomas                                                                                                | 4:51     |  |
| 3.  | «Don't Cry Mama» (con Dapper Don y Grimm)                | A.B. Quintanilla III, Ricardo Montaner, Piero Cassano, Anthony "Dapper Don" Angora, Paul "Grimm" Ramírez    | 4:35     |  |
| 4.  | «No Tengo Dinero» (con Juan Gabriel y El Gran Silencio)  | Juan Gabriel                                                                                                | 4:54     |  |
| 5.  | «Reggae Kumbia» (con Vico C)                             | A.B. Quintanilla III, Vico C                                                                                | 3:53     |  |
| 6.  | «Mi Gente» (con Ozomatli)                                | A.B. Quintanilla III, Asdru Sierra, Jiro Yamaguchi, Raúl Pacheco, Justin Poree, Luigi Giraldo, Nir Seroussi | 4:22     |  |
| 7.  | «Fuiste Mala» (con Ricky Muñoz de Intocable)             | A.B. Quintanilla III, Cruz Martínez, Ricky Vela                                                             | 3:19     |  |
| 8.  | «Llévame al Cielo» (con Aleks Syntek)                    | A.B. Quintanilla III, Cruz Martínez, Aleks Syntek                                                           | 3:57     |  |
| 9.  | «Together» (con Roger Troutman, Nu Flavor y Babee Power) | A.B. Quintanilla III, Michael Viera                                                                         | 3:47     |  |
| 10. | «Azúcar» (con Fito Olivares)                             | A.B. Quintanilla III, Luigi Giraldo, Edward Palmieri                                                        | 3:28     |  |

### DVD
Un CD/DVD del álbum también fue lanzado. Esto contiene cinco videos musicales.
1. Reggae Kumbia
2. Mi Gente
3. No Tengo Dinero
4. Fuiste Mala
5. Azúcar